# Triplogyna
Triplogyna Millidge, 1991 è un genere di ragni appartenente alla famiglia Linyphiidae.

## Distribuzione
Le due specie oggi attribuite a questo genere sono state reperite in America meridionale: precisamente la T. ignitula in Brasile e la T. major in Colombia.

## Tassonomia
Questo genere è considerato un sinonimo anteriore di Barycara Millidge, 1991, a seguito di uno studio effettuato su esemplari di Barycara comatum Millidge, 1991 dall'aracnologo Miller (2007a).
A giugno 2012, si compone di due specie:
- Triplogyna ignitula (Keyserling, 1886) — Brasile
- Triplogyna major Millidge, 1991[3] — Colombia

### Sinonimi
- Triplogyna bogotensis (Keyserling, 1886); esemplari, trasferiti dal genere Ceratinopsis e posti in sinonimia con T. ignitula (Keyserling, 1886), a seguito del lavoro di Miller (2007a)[1].
- Triplogyna comata (Millidge, 1991); posta in sinonimia con T. major Millidge, 1991 a seguito del lavoro di Miller, (2007a)[1].
- Triplogyna minor Millidge, 1991; posta in sinonimia con T. ignitula (Keyserling, 1886) a seguito del lavoro di Miller, (2007a)[1].